# Кригуйгун
Кригуйгун (Кригугон) — скалистый мыс на побережье Чукотского полуострова, разделяет залив Лаврентия и Мечигменский залив Берингова моря.
Название в переводе с чук. Кыргуйгун «сухая крепость». Долгое время назывался мысом Новосильского в честь капитана клипера «Всадник», который в 1876 году нанёс мыс на карту.
На скалах мыса гнездится около 1 тыс. птиц, включая: моёвку, кайр, глупыша, тихоокеанского чистика, белобрюшку и ипатку. В летне-осенний период на берегу мыса образуются моржовые лежбища.
В 1 км севернее мыса находится заброшенное в 1970-х гг. поселение Аккани, которое входит в историко-культурный комплекс «Яндогай».
С 1984 года на мысе Кригуйгун действовал навигационный маяк, энергоснабжение которого осуществлялось посредством РИТЭГ. В 1990 году установка вышла из строя, а после ремонта была перенесена в другое место.